# Oscar Hold
Oscar Hold (19 tháng 10 năm 1918 – 11 tháng 10 năm 2005), là một cựu cầu thủ bóng đá và huấn luyện viên, sinh ra ở Carlton, gần Leeds, Anh. Hold thi đấu cho Everton F.C. và Norwich City F.C.. Ông trở thành huấn luyện viên của Doncaster Rovers năm 1962, tiếp quản từ Danny Malloy, và cũng từng dẫn dắt nhà vô địch Thổ Nhĩ Kỳ Fenerbahçe (1964–65), vô địch cả Turkish League và Atatürk Cup. Sau đó ông dẫn dắt một câu lạc bộ ở Jeddah, Ả Rập Xê Út. Ở mùa giải 1973–74 và 1983–84, ông dẫn dắt Apollon Limassol. Ông mất ở nhà dưỡng lão Sunderland vì ung thư bàng quang năm 2005.